# Liste der Bodendenkmäler in Dettelbach
Auf dieser Seite sind die Bodendenkmäler in der unterfränkischen Gemeinde Dettelbach zusammengestellt. Diese Tabelle ist eine Teilliste der Liste der Bodendenkmäler in Bayern. Grundlage ist die Bayerische Denkmalliste, die auf Basis des Bayerischen Denkmalschutzgesetzes vom 1. Oktober 1973 erstmals erstellt wurde und seither durch das Bayerische Landesamt für Denkmalpflege geführt wird. Die folgenden Angaben ersetzen nicht die rechtsverbindliche Auskunft der Denkmalschutzbehörde.

## Bodendenkmäler in Dettelbach
| Lage       | Objekt | Akten-Nr.     | Bild |
| ---------- | --- | ------------- | ---- |
| (Standort) | Siedlung der Linearbandkeramik, des Mittelneolithikums, der Urnenfelder- und Latènezeit. | D-6-6126-0008 |      |
| (Standort) | Siedlung der Linearbandkeramik, des Mittelneolithikums, der Bronzezeit, der Urnenfelderzeit, der Späthallstatt-/Frühlatènezeit und des frühen und hohen Mittelalters.                           | D-6-6126-0079 |      |
| (Standort) | Körpergräber vor- und frühgeschichtlicher Zeitstellung. | D-6-6126-0127 |      |
| (Standort) | Siedlung der Linearbandkeramik, des Mittelneolithikums und der Urnenfelderzeit. | D-6-6126-0128 |      |
| (Standort) | Siedlung des Neolithikums und der Hallstattzeit. | D-6-6126-0129 |      |
| (Standort) | Siedlung der Hallstattzeit. | D-6-6126-0130 |      |
| (Standort) | Siedlung der Linearbandkeramik, des Mittelneolithikums, der Urnenfelderzeit und der jüngeren Latènezeit.                                                                                        | D-6-6126-0132 |      |
| (Standort) | Bestattungsplatz mit Grabhügeln vorgeschichtlicher Zeitstellung. | D-6-6126-0133 |      |
| (Standort) | Körpergräber frühneuzeitlicher Zeitstellung. | D-6-6126-0134 |      |
| (Standort) | Körpergräber vorgeschichtlicher Zeitstellung. | D-6-6126-0135 |      |
| (Standort) | Siedlung der Linearbandkeramik, des Mittelneolithikums und der Urnenfelderzeit. | D-6-6126-0137 |      |
| (Standort) | Flachgräber und Siedlung der Schnurkeramik. | D-6-6126-0139 |      |
| (Standort) | Siedlung der Linearbandkeramik und des Mittelneolithikums. | D-6-6126-0140 |      |
| (Standort) | Siedlung des Mittelneolithikums sowie der frühen Latènezeit. | D-6-6126-0141 |      |
| (Standort) | Siedlung des Mittelneolithikums. | D-6-6126-0142 |      |
| (Standort) | Burgstall des Mittelalters. | D-6-6126-0143 |      |
| (Standort) | Siedlung der Linearbandkeramik, des Mittelneolithikums und der Urnenfelderzeit. | D-6-6126-0144 |      |
| (Standort) | Siedlung der Linearbandkeramik und der Urnenfelderzeit. | D-6-6126-0145 |      |
| (Standort) | Siedlung der Linearbandkeramik. | D-6-6126-0146 |      |
| (Standort) | Siedlung der Linearbandkeramik. | D-6-6126-0148 |      |
| (Standort) | Siedlung der Latènezeit. | D-6-6126-0150 |      |
| (Standort) | Siedlung der Hallstattzeit. | D-6-6126-0151 |      |
| (Standort) | Siedlung der Linearbandkeramik sowie des Mittel- und Jungneolithikums. | D-6-6126-0152 |      |
| (Standort) | Siedlung der jüngeren Latènezeit. | D-6-6126-0156 |      |
| (Standort) | Siedlung der späten Bronzezeit bis frühen Urnenfelderzeit. | D-6-6126-0157 |      |
| (Standort) | Siedlung des Mittelneolithikums. | D-6-6126-0158 |      |
| (Standort) | Verebnete jüngerlatènezeitliche Viereckschanze. | D-6-6126-0159 |      |
| (Standort) | Siedlung vor- und frühgeschichtlicher Zeitstellung. | D-6-6126-0160 |      |
| (Standort) | Bestattungsplatz mit Grabhügeln vorgeschichtlicher Zeitstellung. | D-6-6126-0161 |      |
| (Standort) | Bestattungsplatz mit Grabhügeln vorgeschichtlicher Zeitstellung. | D-6-6126-0163 |      |
| (Standort) | Siedlung vor- und frühgeschichtlicher Zeitstellung. | D-6-6126-0173 |      |
| (Standort) | Mittelalterliche und frühneuzeitliche Befunde im Bereich der katholischen Pfarrkirche St. Augustinus von Dettelbach.                                                                            | D-6-6126-0208 |      |
| (Standort) | Mittelalterliche und frühneuzeitliche untertägige Siedlungsteile im Bereich der Altstadt von Dettelbach.                                                                                        | D-6-6126-0209 |      |
| (Standort) | Archäologische Befunde im Bereich der spätmittelalterlichen und frühneuzeitlichen Stadtumwehrung von Dettelbach.                                                                                | D-6-6126-0211 |      |
| (Standort) | Archäologische Befunde im Bereich der ehemaligen mittelalterlichen Burg sowie des ehemaligen frühneuzeitlichen Schlosses von Dettelbach.                                                        | D-6-6126-0212 |      |
| (Standort) | Archäologische Befunde des Mittelalters und der frühen Neuzeit im Bereich der frühneuzeitlichen katholischen Pfarrkirche St. Markus und Jakobus von Brück.                                      | D-6-6126-0221 |      |
| (Standort) | Archäologische Befunde des Mittelalters und der frühen Neuzeit im Bereich der katholischen Pfarrkirche St. Michael von Euerfeld.                                                                | D-6-6126-0223 |      |
| (Standort) | Archäologische Befunde der frühen Neuzeit im Bereich der katholischen Filialkirche St. Valentin von Neusetz.                                                                                    | D-6-6126-0225 |      |
| (Standort) | Archäologische Befunde von mittelalterlichen und frühneuzeitlichen Vorgängerbauten im Bereich der 1802 errichteten evangelisch-lutherischen Pfarrkirche von Schernau.                           | D-6-6126-0227 |      |
| (Standort) | Archäologische Befunde im Bereich des frühneuzeitlichen Schlosses mit mittelalterlicher Vorgängerbebauung von Schernau.                                                                         | D-6-6126-0228 |      |
| (Standort) | Siedlung der Hallstattzeit. | D-6-6126-0282 |      |
| (Standort) | Siedlung der Hallstatt- und der Latènezeit. | D-6-6126-0284 |      |
| (Standort) | Siedlung der Hallstattzeit. | D-6-6127-0043 |      |
| (Standort) | Bestattungsplatz mit Grabhügeln vorgeschichtlicher Zeitstellung. | D-6-6127-0044 |      |
| (Standort) | Siedlung der Linearbandkeramik. | D-6-6127-0064 |      |
| (Standort) | Siedlung der Hallstattzeit. | D-6-6127-0131 |      |
| (Standort) | Mittelalterliche Vorgängerbauten sowie untertägige Teile der frühneuzeitlichen katholischen Wallfahrtskirche Maria im Sande.                                                                    | D-6-6127-0203 |      |
| (Standort) | Untertägige Teile der frühneuzeitlichen Klosteranlage mit Klostergarten sowie frühneuzeitliche Körpergräber.                                                                                    | D-6-6127-0204 |      |
| (Standort) | Archäologische Befunde im Bereich der frühneuzeitlichen katholischen Pfarrkirche St. Nikolaus von Neuses am Berg.                                                                               | D-6-6127-0207 |      |
| (Standort) | Archäologische Befunde im Bereich der frühneuzeitlichen evangelisch-lutherischen Pfarrkirche von Neuses am Berg mit ummauertem Kirchhofbezirk.                                                  | D-6-6127-0208 |      |
| (Standort) | Siedlung der Linearbandkeramik. | D-6-6226-0104 |      |
| (Standort) | Siedlung der Linearbandkeramik. | D-6-6226-0105 |      |
| (Standort) | Siedlung der Hallstattzeit. | D-6-6226-0106 |      |
| (Standort) | Siedlung der Linearbandkeramik, des Mittelneolithikums und der jüngeren Latènezeit. | D-6-6226-0107 |      |
| (Standort) | Siedlung der Linearbandkeramik, des Mittelneolithikums, der Hallstattzeit | D-6-6226-0108 |      |
| (Standort) | Siedlung der Bronzezeit. | D-6-6226-0136 |      |
| (Standort) | Siedlung vorgeschichtlicher Zeitstellung sowie Siedlung des frühen Mittelalters. | D-6-6226-0138 |      |
| (Standort) | Siedlung vor- und frühgeschichtlicher Zeitstellung. | D-6-6226-0149 |      |
| (Standort) | Siedlung vor- und frühgeschichtlicher Zeitstellung. | D-6-6226-0151 |      |
| (Standort) | Siedlung vor- und frühgeschichtlicher Zeitstellung. | D-6-6226-0152 |      |
| (Standort) | Siedlung vor- und frühgeschichtlicher Zeitstellung. | D-6-6226-0153 |      |
| (Standort) | Archäologische Befunde im Bereich der frühneuzeitlichen katholischen Pfarrkirche St. Simon und Judas von Bibergau.                                                                              | D-6-6226-0210 |      |
| (Standort) | Ehemaliges Wasserschloss des Mittelalters und der frühen Neuzeit sowie untertägige Teile der zugehörigen Wirtschaftsgebäude der frühen Neuzeit.                                                 | D-6-6226-0211 |      |
| (Standort) | Archäologische Befunde im Bereich der frühneuzeitlichen ehemaligen Synagoge von Bibergau mit Befunden der zugehörigen Mikwe.                                                                    | D-6-6226-0212 |      |
| (Standort) | Archäologische Befunde im Bereich der frühneuzeitlichen katholischen Pfarrkirche St. Jakobus von Effeldorf.                                                                                     | D-6-6226-0214 |      |
| (Standort) | Mittelalterliche und frühneuzeitliche archäologische Befunde im Bereich der katholischen Pfarrkirche Mater Dolorosa von Mainsondheim.                                                           | D-6-6227-0126 |      |
| (Standort) | Archäologische Befunde im Bereich des spätmittelalterlichen und frühneuzeitlichen Schlosses von Mainsondheim mit barockem Schlossgarten.                                                        | D-6-6227-0127 |      |
| (Standort) | Freilandstation des Mittelneolithikums, Siedlung der Bronzezeit, der Urnenfelderzeit, der jüngeren Latènezeit und der römischen Kaiserzeit sowie Dorfwüstung „Ostheim“ des 8.–13. Jahrhunderts. | D-6-6227-0188 |      |